# Velibor Vasović
Velibor Vasović (Požarevac, Regne de Iugoslàvia, 3 d'octubre del 1939 – Belgrad, Sèrbia i Montenegro, 4 de març del 2002) va ser un futbolista iugoslau. Vasović va destacar en la posició de Lliure i va guanyar una 
Copa d'Europa amb l'Ajax. Va jugar com a titular la final de la Copa d'Europa de 1966, que el Partizan va perdre contra el Reial Madrid per 2 a 1 a l'Estadi Heysel, de Brussel·les, la sisena Copa d'Europa madridista.